# Gerichtsbezirk Feldbach

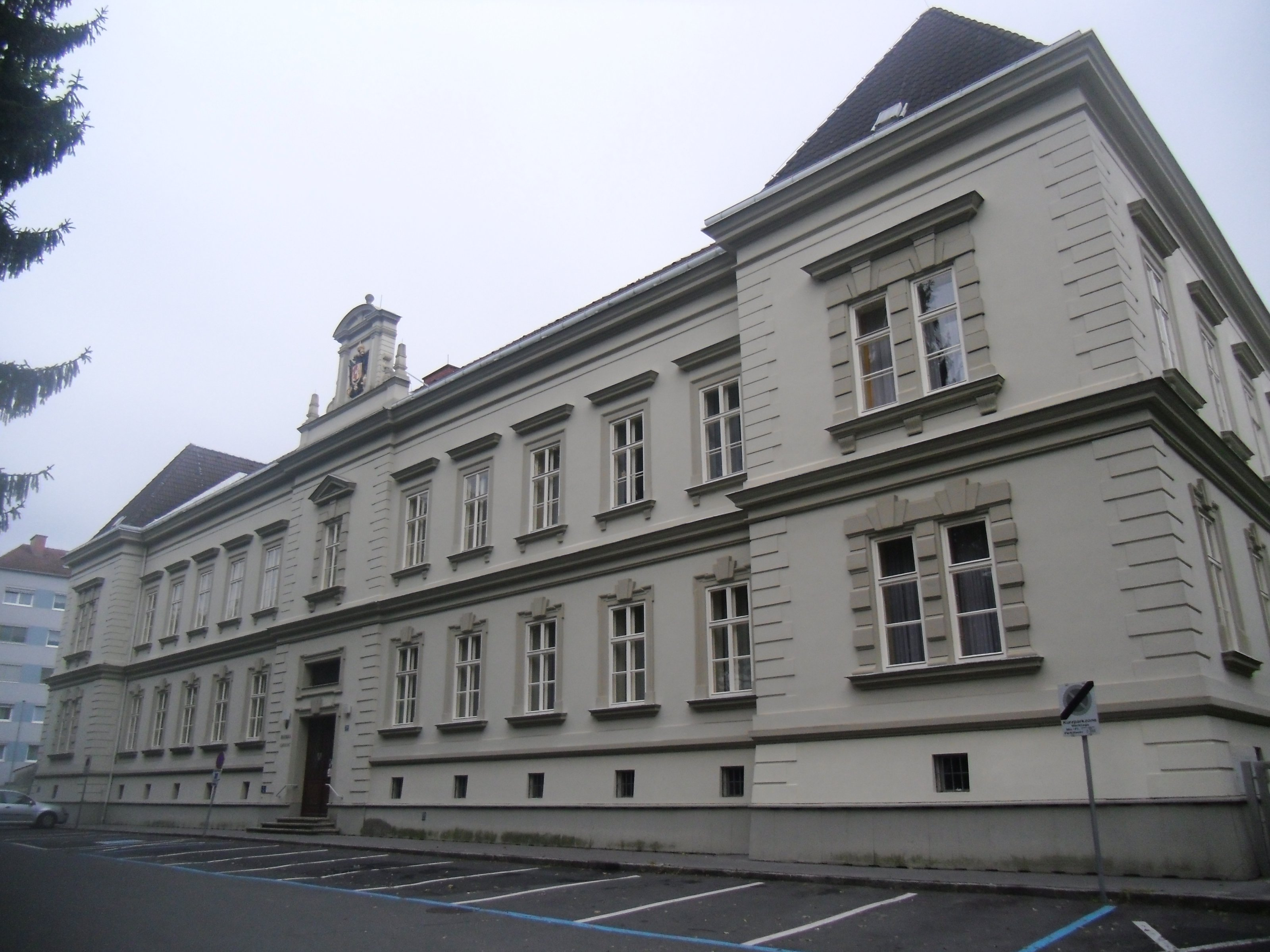
Bezirksgericht Feldbach

Der Gerichtsbezirk Feldbach ist ein dem Bezirksgericht Feldbach unterstehender Gerichtsbezirk im Bundesland Steiermark.

## Geschichte
Der Gerichtsbezirk Feldbach wurde durch eine 1849 beschlossene Kundmachung der Landes-Gerichts-Einführungs-Kommission geschaffen. Ursprünglich umfasste er die 51 Gemeinden Altenmarkt, Arbach, Auersbach, Breitenfeld, Dirnbach, Edelsbach, Erbersdorf, Feldbach, Fischa, Fladnitz, Gleichenberg, Gnas, Gniebing, Goßendorf, Grub, Kaag, Kirchberg, Kollberg, Kornberg, Krennach, Krußdorf, Leitersdorf, Lembach, Maierdorf, Merkendorf, Mitterfladnitz, Muggendorf, Mühldorf, Oberdorf, Obergnas, Oberstorcha, Oedt, Paldau, Perlsdorf, Poppendorf, Raabau, Ranning, Reith, Riegersburg, Rohr, Saatz, Schweinz, Stainz, Studenzen, Sulzbach, Trautmannsdorf, Waldsberg, Walkersdorf, Weißenbach, Wilhelmsdorf und Wörth.
Der Gerichtsbezirk Feldbach bildete im Zuge der Trennung der politischen von der judikativen Verwaltung ab 1868 gemeinsam mit den Gerichtsbezirken Fehring, Fürstenfeld und Kirchbach den Bezirk Feldbach.
Die Zusammensetzung des Bezirks Feldbach blieb bis 1938 unverändert. Erst durch die nationalsozialistische Verwaltungsänderungen nach dem Anschluss Österreichs wurde der Gerichtsbezirk Fürstenfeld vom Bezirk Feldbach abgetrennt und gemeinsam mit Teilen der burgenländischen Bezirke Güssing und Jennersdorf zum Bezirk Fürstenfeld zusammengeschlossen.
Im Jahre 1939 wurde das Gericht in Amtsgericht Feldbach umbenannt und war nun dem Landgericht Graz nachgeordnet. Im Jahre 1945 erhielt es wieder den Namen Bezirksgericht.

Bereits 1945 wurde jedoch das Burgenland wieder errichtet und die burgenländischen Bezirksteile wieder an das Burgenland abgetreten. Der Bezirk Fürstenfeld blieb jedoch auch weiterhin bestehen, auch wenn er nun lediglich aus dem Gerichtsbezirk Fürstenfeld bestand.
Im Zuge der Zusammenlegung mehrerer Gerichtsbezirke wurden die Gerichtsbezirke Kirchbach in Steiermark und Fehring aufgelöst und per 1. Oktober 1976 mit dem Gerichtsbezirk Feldbach verschmolzen. Der nach Gemeindezusammenlegungen noch die 31 Gemeinden Auersbach, Bad Gleichenberg, Breitenfeld an der Rittschein, Edelsbach bei Feldbach, Eichkögl, Feldbach, Fladnitz im Raabtal, Gnas, Gniebing-Weißenbach, Gossendorf, Grabersdorf, Kirchberg an der Raab, Kohlberg, Kornberg bei Riegersburg, Krusdorf, Leitersdorf im Raabtal, Lödersdorf, Maierdorf, Merkendorf, Mühldorf bei Feldbach, Oberdorf am Hochegg, Oberstorcha, Paldau, Perlsdorf, Poppendorf, Raabau, Raning, Riegersburg, Stainz bei Straden, Studenzen, Trautmannsdorf in Oststeiermark umfassende Gerichtsbezirk wurde dadurch um die 14 Gemeinden Aug-Radisch, Baumgarten bei Gnas, Edelstauden, Frannach, Glojach, Jagerberg, Kirchbach in Steiermark, Mitterlabill, Petersdorf II, Pirching am Traubenberg, St. Stefan im Rosental, Schwarzau im Schwarzautal, Unterauersbach und Zerlach des Gerichtsbezirks Kirchbach in Steiermark sowie um die zehn Gemeinden Bairisch Kölldorf, Fehring, Frutten-Gießelsdorf, Hatzendorf, Hohenbrugg-Weinberg, Johnsdorf-Brunn, Kapfenstein, Pertlstein, St. Anna am Aigen und Unterlamm des Gerichtsbezirks Fehring erweitert.
Mit 1. Juli 2014 wurde der Gerichtsbezirk Bad Radkersburg aufgelöst und die Gemeinden dem Gerichtsbezirk Feldbach zugewiesen.
Mit Wirkung ab 1. Jänner 2015 wurde der Gerichtsbezirk aufgrund der Veränderungen im Rahmen der Gemeindestrukturreform in der Steiermark in der „Bezirksgerichte-Verordnung Steiermark 2015“ neu definiert. Damit gab der Gerichtsbezirk die Gebiete der ehemaligen Gemeinden Mitterlabill, Schwarzau im Schwarzautal und Weinburg am Saßbach an den Gerichtsbezirk Leibnitz und das der ehemaligen Gemeinde Petersdorf II an den Gerichtsbezirk Graz-Ost ab.
Mit Ende des Jahres 2019 wurde die Gemeinde Murfeld aufgelöst und auf die beiden Gemeinden Sankt Veit in der Südsteiermark und Straß in Steiermark (beide im Bezirk Leibnitz) aufgeteilt:
- die Katastralgemeinde Seibersdorf bei St. Veit wurde in die Marktgemeinde Sankt Veit eingemeindet,
- die Katastralgemeinden Oberschwarza, Unterschwarza, Lichendorf und Weitersfeld wurden in die Marktgemeinde Straß eingemeindet.[11][12]

Damit wurde das Gebiet der aufgelösten Gemeinde Murfeld dem Gerichtsbezirk und Nachbarbezirk Leibnitz zugewiesen, die Einwohnerzahl des Gerichtsbezirks Feldbach wurde um 1671 kleiner werden, die Fläche des Gerichtsbezirks verringerte sich um 24,22 km².

## Gerichtssprengel
Seit Jänner 2015 war der Gerichtssprengel durch die Gebiete folgender 26 Gemeinden definiert: Bad Gleichenberg, Bad Radkersburg, Deutsch Goritz, Edelsbach bei Feldbach, Eichkögl, Fehring, Feldbach, Gnas, Halbenrain, Jagerberg, Kapfenstein, Kirchbach-Zerlach, Kirchberg an der Raab, Klöch, Mettersdorf am Saßbach, Mureck, Murfeld, Paldau, Pirching am Traubenberg, Riegersburg, Sankt Anna am Aigen, Sankt Peter am Ottersbach, Sankt Stefan im Rosental, Straden, Tieschen, Unterlamm.
Durch die Auflösung der Gemeinde Murfeld sind es 25 Gemeinden, damit ist der Gerichtssprengel mit dem Bezirk Südoststeiermark deckungsgleich.